# Lisa Sparks
Tana Sparks ou Lisa Sparxxx, née le 6 octobre 1977 à Bowling Green (Kentucky), est une actrice de films pornographiques américaine.

## Biographie
Elle fait des études dans le multimédia à l'Université du Kentucky.
En 2002, elle crée son site web Lisa Sparxxx ; c'est en 2003 que Lisa Sparxxx commence dans Debutants #4 [réf. souhaitée] d'Ed Powers.
Lisa apparaît avec Olivia O'Lovely dans la vidéo des rappeurs MURS et Shock G Risky Business, sortie en 2003.  
Elle détenait le record du monde du plus important gang-bang avec 919 partenaires en une journée, lors du salon de l'eroticon à Varsovie en 2004.
Lisa Sparkxxx joue le rôle soft de Meiko dans le nudie gore de Jeff Leroy "The Witch's Sabbath" (2005).
En juin 2007, elle est « hottest MILF in porn. »
En 2010, Lisa change son nom en Lisa Sparks afin d'éviter la censure internet liée au triple X de son pseudonyme.